# Traslazione (anglicanesimo)
Traslazione è il termine specifico che indica in ambito ecclesiastico anglicano il trasferimento di un Vescovo da una Diocesi ad un'altra.
Il termine si applica, in particolare, ai seguenti casi di trasferimento:
- dallo stato di Vescovo suffraganeo a quello di Vescovo diocesano[3];
- da Vescovo ausiliare a Vescovo diocesano[4];
- da un Episcopio di un paese ad un altro[5];
- da Vescovo diocesano ad Arcivescovo[6];
- da Vescovo in carica a Vescovo emerito, al momento del pensionamento[7].